# Кирлігу-Мік
Кирлігу-Мік (рум. Cârligu Mic) — село у повіті Бузеу в Румунії. Входить до складу комуни Глодяну-Сіліштя.
Село розташоване на відстані 69 км на північний схід від Бухареста, 34 км на південь від Бузеу, 118 км на південний захід від Галаца, 128 км на південний схід від Брашова.

## Населення
За даними перепису населення 2002 року у селі проживали 152 особи, усі — румуни. Усі жителі села рідною мовою назвали румунську.